# Jan Świerkowski
Jan Świerkowski (Szczecin, 14 de Maio de 1984) é um astrónomo polaco, promotor de ciência e curador de projetos que combinam ciência e arte. Ele é um criador, líder e curador de um “ensamble” artístico-científico Instytut B61.

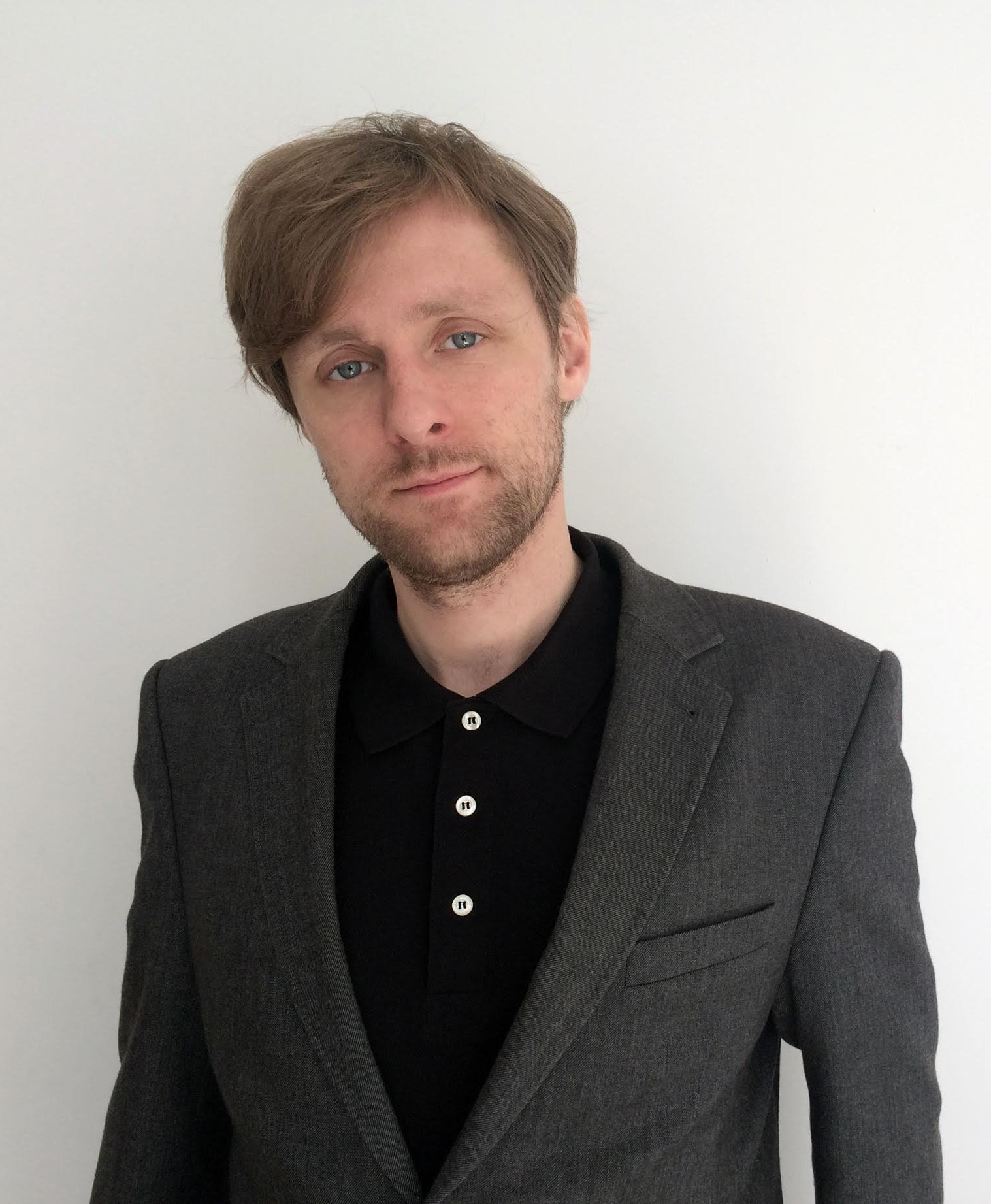
Jan Świerkowski

## Biografia
Em 2010, Świerkowski formou-se em astronomia na Universidade Nicolaus Copernicus, em Toruń (Polónia), da qual é agora  embaixador honorário. Antes de se formar, ele criou o Instytut B61 - um “ensamble”  de artistas e cientistas internacionais, fundado em 2009, como parte do Ano Internacional de Astronomia da UNESCO. Como parte da atividade do grupo, Świerkowski criou cerca de 20 espetáculos e projetos na Polónia e no exterior que combinam ciência e arte. Artistas de renome colaboraram com o grupo, tais como  Tomasz Stańko, Stanisław Tym, Michał Urbaniak e Organek.
Em 2012, ele se tornou o curador do projeto artístico internacional Cosmic Underground, co-financiado pela Comissão Europeia como parte do programa Cultura 2007-2013. O projeto, inspirado na Teoria da Relatividade de Albert Einstein, reuniu cerca de 20.000 espectadores. Artistas da Polónia, Letónia, Estónia e Portugal viajaram durante  dois meses de comboio, parando em estações de cidades europeias. Um espetáculo site-specific sobre as aventuras do brilhante cientista Joseph Brewster, que estuda questões relacionadas com a  passagem do tempo, e que atraiu espectadores desde Tallinn até Lisboa e Guimarães.
Em 2013, Świerkowski recebeu uma bolsa de estudos do Ministro da Cultura e Patrimônio Nacional da Polónia. No mesmo ano, junto com o rapper polaco L.U.C,  criou o videoclipe "Bóson de Higgs" promovendo a exposição "O Universo e as Partículas" no Centro da Ciência “Copernicus” em Varsóvia.
Em 2014, organizou e foi curador do primeiro Festival da Cultura Polaca em Portugal. O espetáculo "A Evolução das Estrelas" dirigido por ele e foi também exibido, entre outros lugares, durante o “The Story of Space Festival” em Panjim, Goa.
Desde 2016, Świerkowski é membro do do Centro de Estudos de Comunicação e Cultura, em Lisboa, e é bolsista da Fundação para a Ciência e  Tecnologia.

## Cluster de Brewster
Świerkowski é o presidente do Cluster Brewster da Voivodia da Cujávia-Pomerânia - uma associação de cerca de 20 entidades de vários setores: empreendedores, organizações não-governamentais, artistas e a Universidade Nicolaus Copernicus. O Cluster está concentrado na introdução, tanto para o mercado quanto para suas entidades unidas, de produtos digitais inovadores, que estão sendo desenvolvidos de acordo com as mais novas tendências em TIC.

## Prêmios
Em 2018, Świerkowski foi premiado com o título de Promotor da Ciência do Ano 2017 na categoria de Líder de Atividades pela Agência de Imprensa Polaca e o Ministério de Ciência e Ensino Superior da Polónia.